# Vallon-Pont-d'Arc
Vallon-Pont-d'Arc [valon pondár] je francouzská obec v departementu Ardèche v regionu Auvergne-Rhône-Alpes. Leží v údolí řeky Ardèche a jako východisko k jejím pověstným soutěskám je vyhledávaným turistickým cílem. Na území obce byl roku 1994 objevena Chauvetova jeskyně s nejstaršími dochovanými malbami. V roce 2010 zde žilo 2 328 obyvatel. Je centrem kantonu Vallon-Pont-d'Arc.

## Pamětihodnosti
- Radnice, bývalý zámek z roku 1639 s cennými gobelíny
- Krytá tržnice na náměstí
- Chauvetova jeskyně s malbami z doby kolem 32 tisíc let př. n. l. Jeskyně není přístupná, v blízkosti je však od roku 2015 model jeskyně ve skutečné velikosti.
- Pont d'Arc, přírodní kamenný oblouk (most) vysoko nad řekou